# 江西副沙鰍
江西副沙鰍為輻鰭魚綱鯉形目沙鰍科的其中一種，為亞熱帶淡水魚，分布於亞洲中國江西信江流域，棲息在底層水域，生活習性不明。

## 扩展阅读
維基物種上的相關：江西副沙鰍